# Hypoestes warpurioides
Hypoestes warpurioides är en akantusväxtart som beskrevs av Raymond Benoist. Hypoestes warpurioides ingår i släktet Hypoestes och familjen akantusväxter. Inga underarter finns listade i Catalogue of Life.